# 님펫
님펫(Nymphet)은 '그리스 신화에 등장하는 요정'을 의미하는 님프Nymph에 지소(指小)접미사 –et가 붙은 단어이다. 이 단어는 블라디미르 나보코프의 소설 롤리타에서 처음 만들어져 사용되었는데, '성적 매력을 가진 여자 아이'를 가리킨다. 나보코프는 작품 중에서 님펫의 연령대를 '9세에서 14세'로 제한하였는데, 단지 뛰어난 외모를 가져야만 님펫이 되는 것은 아니다. 그들은 '야릇한 기품, 종잡을 수 없고 변화무쌍하며 영혼을 파괴할 만큼 사악한 매력'을 갖춰야하지만, 님펫의 특징은 누구나 느낄 수 있는 것은 아니라고 한다. '예술가인 동시에 광인'인 자만이 그들을 알아볼 수 있어, 그들이 아니면 님펫 본인도 스스로의 힘을 알아차리지 못한다고 나보코프는 말한다. 님펫에게 남성이 빠져들기 위해서는 상당한 연령차가 필수적인데, 10년 이상, 많게는 90년까지의 연령차가 있을 수 있다고 이야기한다. 그래야만 두 사람이 뚜렷이 대조되어 남성의 정신이 놀라움과 도착적인 기쁨을 느낄 수 있기 때문이다. 롤리타 중 주인공 험버트 험버트와 롤리타의 연령차는 25년인 것으로 나온다.

## 같이 보기
- 로리콘